# Langierówka Krakowska

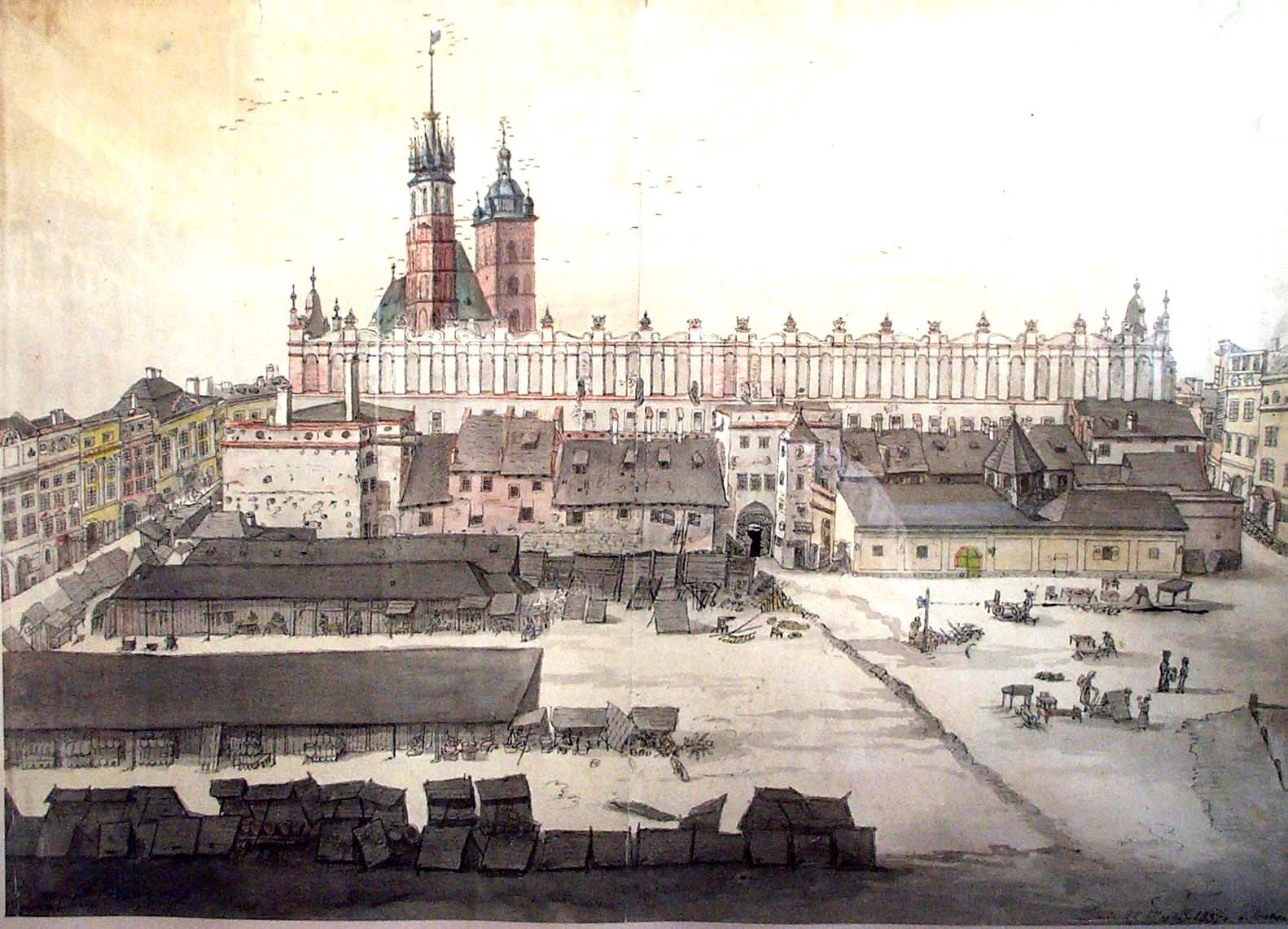
Sukiennice z Syndykówką, Langierówką i Postrzygalnią w 1830 r.

Langierówka – budynek początkowo przylegający do Sukiennic, później do nich wcielony, znajdujący się na południe od Syndykówki oraz na północ od Postrzygalni, na wprost wylotu ul. Szewskiej.
Langierówka została wybudowana na początku XVII wieku przez rajcę krakowskiego Joachima Ciepielowskiego w formie przejścia pośrodku Sukiennic tworząc tzw. krzyż architektoniczny, w 1873 przy okazji gruntownej przebudowy Sukiennic została wcielona do ich gmachu.